# Ctenophthalmus angulosus
Ctenophthalmus angulosus är en loppart som beskrevs av Peus 1977. Ctenophthalmus angulosus ingår i släktet Ctenophthalmus och familjen mullvadsloppor. Inga underarter finns listade i Catalogue of Life.